# Ngô Hóa Văn
Ngô Hóa Văn (giản thể: 吴化文; phồn thể: 吳化文; bính âm: Wú Huàwén, 1904–1962) là một tư lệnh trong Chiến tranh Trung-Nhật và Nội chiến Trung Hoa. Trong sự nghiệp, ông từng đổi phe vài lần, đầu tiên là từ Quốc dân đảng sang chế độ Uông Tinh Vệ, một chính quyền bù nhìn của Nhật, rồi trở lại Quốc dân đảng, và cuối cùng là Đảng Cộng sản Trung Quốc.
Năm 1928, Ngô Hóa Văn trở thành Chủ nhiệm Quân huấn trường sĩ quan trừ bị Lạc Dương thuộc quân Tây Bắc. Sau đó được bổ nhiệm làm Tham mưu trưởng và Tư lệnh Lữ đoàn trinh sát thuộc Sư đoàn 25, Tập đoàn quân 2 (1928–1930), Phó chủ nhiệm Quân đoàn huấn luyện thuộc Lộ quân 3 (1930–1931),[1] Tư lệnh Lữ đoàn súng lục, Lộ quân 3 (1931–1938), Tư lệnh Lữ đoàn độc lập 28, Lộ quân 3 (1938–1939), và Tư lệnh Sư đoàn 4 mới thành lập (1939–1943).
Năm 1943, vài năm sau vụ cấp trên của ông là Hàn Phúc Củ bị xử tử (năm 1938), ông đầu hàng Nhật, lôi kéo nhiều quân tướng của Hàn cùng chạy sang phe địch.[2] Cùng năm, ông tham gia chính quyền bù nhìn Uông Tinh Vệ. Ông là Tổng tư lệnh Tập đoàn quân 3 của chính phủ Uông Tinh Vệ tới năm 1945 thì lại đầu hàng chính phủ Quốc dân đảng. Từ năm 1945 - 1948, ông giữ các chức vụ: Tư lệnh Lộ quân 5 mới thành lập và Tư lệnh phòng thủ đường sắt Tân-Phố (1945–1946), Tư lệnh Quân đoàn 7 (1946), Tư lệnh Quân đoàn bảo an Sơn Đông 2 (1946–1947), và Tư lệnh Sư đoàn 84 (1947–1948).
Năm 1948, ông chỉ huy Quân đoàn 96 và được giao nhiệm vụ phòng thủ tuyến ngoài trong Trận Tế Nam chống lại Quân giải phóng Nhân dân Trung Quốc. Trước khi trận đánh bắt đầu, Ngô Hóa Văn chỉ huy một lực lượng lớn chạy sang hàng ngũ quân cộng sản, do đó tạo ra một lỗ hổng lớn trong hệ thống phòng thủ của quân Quốc dân đảng. Sau khi đầu hàng, ông được bổ nhiệm làm Tư lệnh Quân đoàn 35 Quân giải phóng Nhân dân Trung Quốc, bao gồm nhiều binh lính đã cùng ông về hàng.